# سکروپیا
سکروپیا (نام علمی: Cecropia) نام یک سرده از تیره گزنه‌ایان است.